# Dixville
Dixville är ett township (en typ av kommunfritt område) i Coos County i delstaten New Hampshire i USA. Vid folkräkningen år 2000 bodde 75 personer på orten, vid folkräkningen 2010 bodde där 12 personer. Den har enligt United States Census Bureau en area på totalt 126,9 km² varav 0,26 km² är vatten.  